# Fred Perry
Frederick John Perry (født 18. maj 1909, død 2. februar 1995) var en engelsk tennisspiller. Hans navn er blevet brugt til et tøjmærke.
Han var født i Stockport, Cheshire.
I fem år var han nr. 1 på verdensrangslisten, og herudover var han tredobbelt vinder af Wimbledon Championships.